# Asterothamnus
Asterothamnus,  es un género perteneciente a la familia Asteraceae. Comprende 8 especies descritas y solo 7 aceptadas.

## Taxonomía
El género fue descrito por Novopokr. y publicado en Botanicheskie Materialy Gerbariia Botanicheskogo Instituta imeni V. L. Komarova Akademii Nauk SSSR 13: 331. 1950.

## Especies
A continuación se brinda un listado de las especies del género Asterothamnus aceptadas hasta junio de 2011, ordenadas alfabéticamente. Para cada una se indica el nombre binomial seguido del autor, abreviado según las convenciones y usos.
- Asterothamnus alyssoides (Turcz.) Novopokr.
- Asterothamnus centraliasiaticus Novopokr.
- Asterothamnus fruticosus (C.Winkl.) Novopokr.
- Asterothamnus heteropappoides Novopokr.
- Asterothamnus molliusculus Novopokr.
- Asterothamnus poliifolius Novopokr.
- Asterothamnus schischkinii Tamamsch.